# 摩耶山
摩耶山（日语：まやさん）是位於日本兵庫縣神戶市灘區六甲山地中央的一座標高702米的山峰。摩耶山這一名稱來自於山頂曾置有釋迦牟尼的生母摩耶夫人的雕像。現在摩耶山是一處觀賞夜景的聖地，山頂附近掬星台展望台（標高690米）看到的夜景被譽為日本三大夜景之一。

## 外部連結
- 国土地理院 地図閲覧システム 2万5千分1地形図名：神戸首部 (北東) （页面存档备份，存于）